# Pierre Carteus
Pierre Carteus (Ronse, 1943. szeptember 24. – Ronse, 2003. február 4.) belga válogatott labdarúgó.
A belga válogatott tagjaként részt vett az 1970-es világbajnokságon.

## Sikerei, díjai
Club Brugge
- Belga bajnok (1): 1972–73
- Belga kupa (2): 1967–68, 1969–70